# Дегу (глодар)
Дегу (лат. Octodon degus) је врста глодара из породице дегуа (лат. Octodontidae). Потиче са јужноамеричког континента (Чиле). У Чилеу се сматра штеточином. Дегуи су веома радознале и разигране животиње. Сматра се да имају пуно сличности са чинчилама.

## Опис
Имају густо браон крзно, велике уши, крупне црне очи, оштре канџе и реп дужине око 13 cm. Њихов реп је јако осетљиб. Имају дугачке бркове, и наранџасте зубе. Дужина тела дегуа без репа је око 16 cm. 

## Исхрана
У заточеништву се хране разним зрневљем сунцокретом, кукурузом и пшеницом, али и кикирикијем и разним сушеним воћем и поврћем и квалитетним сеном. Јако су склони дијабетесу тако да не смеју јести ништа што садржи шећер. Уколико се угоје знатно се повећавају шансе да оболе од дијабетеса. 

## Распрострањење
Чиле је једино познато природно станиште врсте.

## Станиште
Врста је по висини распрострањена до 1.200 метара надморске висине.

## Угроженост
Ова врста није угрожена, и наведена је као последња брига јер има широко распрострањење.

### Популациони тренд
Популациони тренд је за ову врсту непознат.

## Галерија
- Дегуи у заточеништву
- Дегуи на слободи
- Младунци сисају
- Одрасли дегу
- Два дегуа.
- Дегу се чеше
- Три младунца, стара осам дана